# Franck Fagon
Pour les articles homonymes, voir Fagon.
Franck Fagon est un clarinettiste et saxophoniste français, né à Brest le 24 avril 1971. Ses univers musicaux sont variés : musiques traditionnelles, jazz, blues, musiques latines, reggae, chanson...

## Biographie
Musicien depuis son plus jeune âge, il a commencé par l'apprentissage de la flûte à bec avant l´étude de la clarinette classique à partir de 12 ans au SIMUREL (Syndicat intercommunal de musique des rives de l'Elorn).
Il obtient un premier prix de clarinette classique du conservatoire de Brest en 1993 et participe, sous la direction de Paul Kuentz, à certains concerts avec notamment au programme « Carmina Burana » ou la Symphonie nº 9 de Beethoven. Passionné aussi par le jazz, il aborde, seul, le saxophone jazz qu'il pratique dans les groupes Lulu Jazz Band (New-Orleans, swing) et Jazz pression. Il évolue rapidement au sein de plusieurs groupes bretons de fest-noz, dont Diwall de 1995 à 2001, avec lequel il se produit en France et en Europe et enregistre 2 albums.
Depuis 2001, il joue avec Gilles Le Bigot à la guitare et Loig Troël à l'accordéon (tous deux issus du groupe Skolvan), sous le nom Dizano Trio. En 2002, les Trégorrois Yann-Guirec Le Bars (guitares) et Philippe Turbin (accordéon) décident de collaborer avec le clarinettiste pour jouer en fest-noz, arranger des traditionnels et écrire des compositions, au sein du groupe Yao! (« allons-y »).

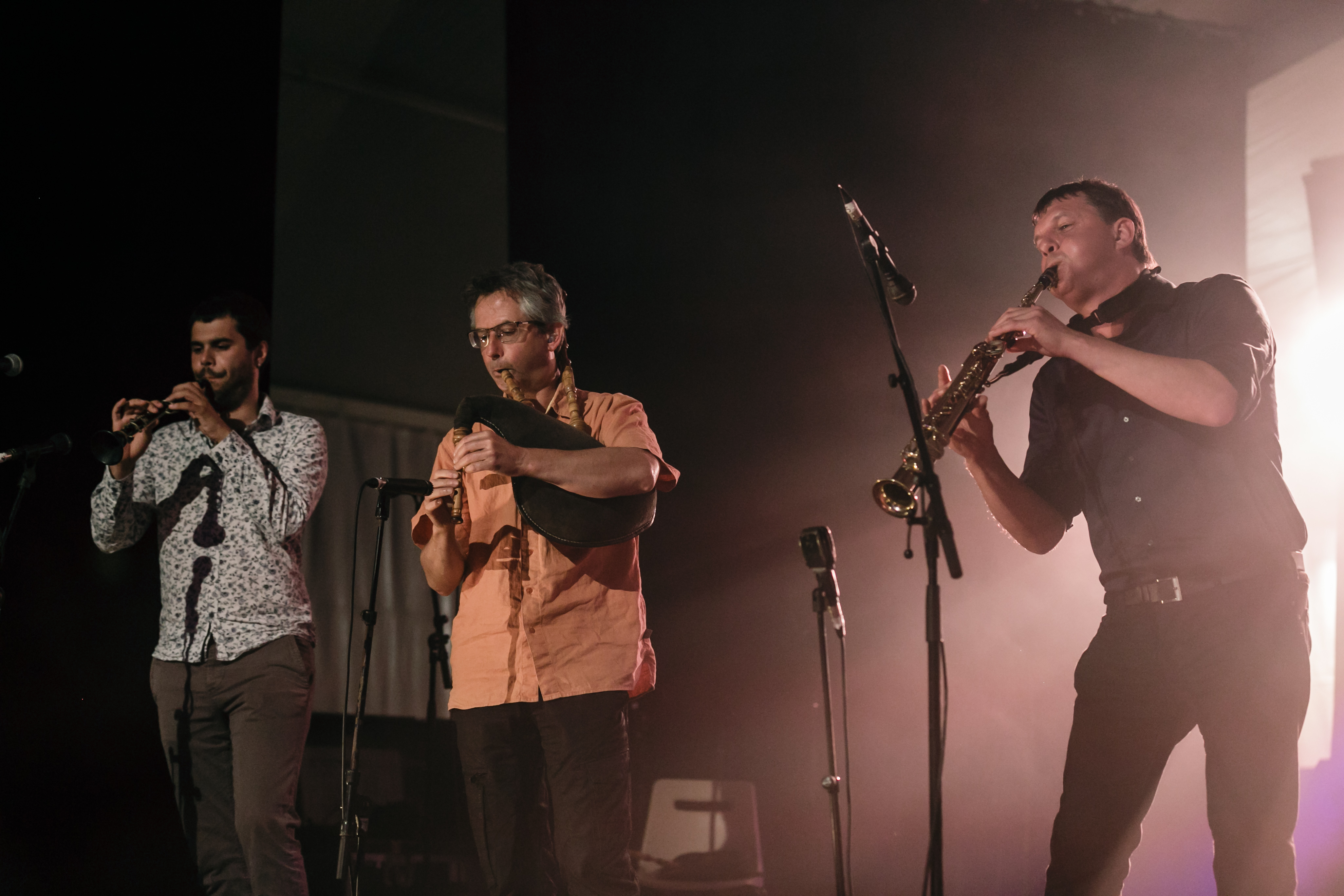
Franck Fagon (à droite) avec Ossian

Il joue avec le groupe Maubuissons depuis 2002 (Régis Reynaud, Olivier Le Gallo, Bruno Le Tron), en couple « kan » clarinette avec Alain Leclère... Il effectue aussi des remplacements dans des groupes comme Skolvañ, Tud, Bagad Kemper, Forzh Penaos, Winaj'h (2004-2005), Deus'ta ou Ampouailh. Avec ses amis du groupe Vertigo, créé en 2008 à Correns en Provence, il enregistre en studio et les accompagne de manière exceptionnelle. Depuis 2015 il est membre du groupe de fest-noz Ossian. Il aborde par ailleurs les musiques improvisées au sein de Tasar experience et des musiques latines par sa participation au groupe Juanito Fuentes.
Il anime également des stages et a enseigné au Centre breton d'art populaire à Brest.

## Discographie
- 1995 : STPO (Société des timides à la parade des oiseaux), Les explositionnistes
- 1996 : Lulu Jazz Band, Square
- 1996 : Alain Rouquette, Le jardinier des mandragores (EOG prod.)
- 1997 : Diwall, Dañsal ha nijal (EOG prod./Coop Breizh)
- 1999 : Diwall, Setu ar vuhez (EOG prod./Coop Breizh)
- 2002 : Jean-François Lessard, Art-la-loi,
- 2002 : Mambo Step Orchestra, Uno (Avel Ouest)
- 2005 : Yao!, Porspaul (Coop Breizh)
- 2009 : Vertigo (Ed.Al Sur),
- 2009 : Gwenaël Kerléo, Pevar (Coop Breizh)
- 2009 : L’écume de mes vagues
- 2009 : Maubuissons, Bréhattitude (Bemol Prod.)
- 2009 : Pascal Bonnel, Trou de mémoire
- 2009 : Constant Norbert, Je m'anabolise
- 2010 : Mi Alma, Canta Pablo Neruda (Boutou prod./Coop Breizh)
- 2011 : Vents d'Iroise (autoprod.)
- 2012 : La Diagonale des Mers – Vertigo invite Marthe Vassallo (Bemol Productions)
- 2013 : Loig Troël, Came from
- 2013 : Denis Fily, Devant la maison (pour aider la recherche contre Alzheimer)
- 2015 : Deus'ta, Nevez
- 2015 : Juanito Fuentes-Nuñez, Raìces Latinas
- 2016 : Ossian, Voiles aux vents (autoproduction, distribution Coop Breizh)
- 2017 : Bruno Le Tron, Initium (Bizis productions)
- 2018 : Loig Troël, Perspectives